# Thomas Bugge
Thomas Bugge (12. oktober 1740 – 15. januar 1815) var en dansk astronom, matematiker og landmåler.
Bugge blev født i København; hans fader var kongelig kælderskriver, senere proviantforvalter, Peder Bugge, moderen hed Olive, født Saur. Han blev student 1756, studerede teologi og tog 1759 teologisk embedseksamen. Samtidig med dette studium havde han under professor Justus Hees [Christen Hee?] vejledning lagt sig efter de matematiske videnskaber, for hvilke han havde vist en udpræget begavelse, og havde deri drevet det så vidt, at han kort efter sin eksamen blev ansat som assistent ved Observatoriet i Rundetårn.
Her fra blev han 1761 sendt til Trondhjem for at observere den Venuspassage, der fandt sted det år. Efter sin hjemkomst blev han 1762 ansat ved den af Videnskabernes Selskab foranstaltede opmåling af landet, og dette arbejde, som han først som medarbejder, senere som leder deltog i lige til sin død, har han ofret sine bedste kræfter. En beskrivelse over den anvendte opmålingsmåde udgav han 1779. Foruden dette store arbejde blev der i året 1768 overdraget Bugge, der nu blev udnævnt til overlandmåler og kammerråd, et andet lignende og omfangsrigt arbejde, nemlig ledelsen af den såkaldte specielle landmåling.
Bugges praktiske sans og store alsidige dygtighed bevirkede, at han blev mere og mere benyttet, således var han 1765-72 arveprins Frederiks lærer i matematik, og 1777 blev han efter Christian Horrebows død udnævnt til professor i astronomi, idet man ventede, at han ville hæve Danmarks omdømme i astronomien til, hvad den var på Tycho Brahes og Ole Rømers tid.
Da det var påtænkt at forbedre observatoriet, der ikke længere var i tidssvarende stand, foretog han sig samme år en rejse gennem en stor del af Tyskland, Frankrig og England for at gøre sig bekendt med indretningen af de derværende observatorier. Han har efterladt sig en udførlig beskrivelse deraf i manuskript. Et uddrag heraf er publiceret i et universitetsprogram 1779. Efter hans hjemkomst blev observatoriet ombygget og forsynet med mere hensigtsmæssige instrumenter, hvortil kongen ydede 7000 rigsdaler. At observatoriet alligevel ikke var særlig bevendt, kan ses deraf, at det kunne hænde, at hoveduret gik i stå, når der ringedes med klokkerne i Trinitatis Kirke.
En beskrivelse af det nye observatorium sammen med de 3 første års observationer findes i Bugges på egen bekostning udgivne Observationes astron. annis 1781, 82, 83 institutæ in observatorio regio Havniensi (1784). Protokoller, indeholdende hans egne og hans elevers observationer fra de følgende år, findes på Københavns Observatorium.
Efter hans forslag blev der oprettet små observatorier i Norge, Island, Grønland og Trankebar, der blev forsynede med de nødvendigste instrumenter, og hvor Abraham Pihl, Erasmus Lievog, Andreas Ginge og Henning Engelhardt anstillede for den tid gode observationer. Dog blev det håb, man havde næret om, at Bugge skulle bringe astronomien i Danmark til dens forrige blomstrende tilstand, ikke opfyldt, vel hovedsagelig på grund af hans mange og stadig tiltagende forretninger.
Bugge var endvidere direktør for den kongelige enkekasse, for hvilken han i 1774 havde udarbejdet planerne. 1782 blev han lektor i matematik ved søetaten og holdt forelæsninger over matematik og vandbygningskunst. 1798 blev han af den danske regering sendt til Paris for at deltage i en konference over metersystemet. Da forhandlingerne ved den nedsatte kommission trak i langdrag, kom han ikke til at deltage videre i dem, og han måtte rejse hjem inden deres afslutning. En interessant beskrivelse af rejsen udgav han år 1800.
Fra 1801 til sin død var han sekretær i Videnskabernes Selskab, af hvilket han allerede var blevet medlem 1775. Han var medlem af Brolægningskommissionen og Kommissionerne for Brandvæsenet og Havnevæsenet i København. For det Kongelige Danske Landhusholdningsselskab var han i nogle år (1773-83) præsident. I sager, der afhang af anvendt matematik eller fysik, blev hans kundskaber meget benyttede af de kongelige regeringskollegier og andre autoriteter. Han vedligeholdt en livlig brevveksling med Europas mest udmærkede videnskabsmænd og efterlod sig en samling af 8 bind breve, der tillige med hans øvrige manuskripter opbevares på det Kongelige Bibliotek.
Thomas Bugge har haft stor betydning for udviklingen af den økonomiske landmåling her i landet. Han forestod nemlig fra 1765-77 landmålingskontoret som "Konduktør", i hvilken stilling han fik det hverv at udarbejde instruktioner for de specielle økonomiske opmålinger, efter hvilke de kort blev udarbejdede, der skulle tjene som grundlag ved de allerede da påtænkte udskiftninger af kongelige godser, hvorfor han oplærte 12 landmålere til udførelsen af disse arbejder, der foregik under hans opsyn. Fremdeles gav han i Den økonomiske og militære Landmaaling, som udgør 3. del (1814) af hans lærebog i matematik, en for den tid meget god fremstilling af de metoder, som den gang anvendtes i den økonomiske landmåling, og ved hvilke i slutningen af 18. og begyndelsen af 19. århundrede den fuldstændige opmåling af hele landet blev udført, som endnu i hundrede år blev de afgørende i spørgsmål om landejendommenes grænser.
Ved Københavns bombardement mistede Bugge to tredjedele af sit af 15000 bind bestående bibliotek og en tredjedel af sine matematiske og fysiske instrumenter, da han, mens hans hus brændte, først søgte at redde de i hans varetægt værende originaltegninger og stukne plader til de danske specialkort og de dertil hørende journaler og beregninger.
Bugge, som 1784 blev justitsråd og 1810 etatsråd, var 3 gange Københavns Universitets rektor. Hans hustru, Ambrosia født Wedseltoft, født 1742 død 1795, var præstedatter fra Svallerup.
Foruden de i det foregående nævnte bøger har han skrevet: Første Grunde til Regnekunsten og Algebra (1772), De første Grunde til den sfæriske og theoretiske Astronomi samt den
mathematiske Geografi (1796), De første Grunde til den rene eller abstrakte Mathematik, 2. udg. (1813-14, 1. udgave udkom 1795-98 med en noget anden titel).
Desuden har han skrevet talrige afhandlinger i Videnskabernes Selskabs skrifter, Stockholmer-Akademiets skrifter og Philosophical transactions. Nogle observationer er publicerede i Johann Elert Bodes Astron. Jahrbuch og Franz Xaver von Zachs Monatliche Correspondenz.